# Alexander Krippes
Alexander Krippes (* 28. November 1991) ist ein deutscher Volleyball- und Beachvolleyballspieler.

## Karriere Halle
Krippes begann mit dem Volleyball beim heimischen BC Dernbach. 2015 wechselte der Außenangreifer zum Zweitligisten TGM Mainz-Gonsenheim, mit dem er 2017 mit Platz drei in der 2. Bundesliga Süd seine beste Platzierung hatte. In der Saison 2018/19 war Krippes Spielertrainer bei seinem Heimatverein BC Dernbach, mit dem er punktverlustfrei in die Rheinland-Pfalz-Liga aufstieg. Danach kehrte er zurück zur TGM Mainz-Gonsenheim. Seit 2021 ist Krippes Spielertrainer der SG Westerwald Volleys, mit denen er 2022 in die Regionalliga Südwest aufstieg.

## Karriere Beach
Seit 2006 spielt Krippes auch Beachvolleyball, zunächst nur sporadisch auf Jugend- und unterklassigen Turnieren. Von 2014 bis 2019 war Peter Wagler sein Partner. Krippes/Wagler hatten vielfach Spitzenplatzierungen auf Turnieren der Kategorie 1 und 2, scheiterten jedoch auf der Smart Beach Tour jedes Mal in der Qualifikation. Ähnlich erging es Krippes 2016 an der Seite von Frieder Reinhardt. Der einzige Sprung ins Hauptfeld der Smart Beach Tour gelang Krippes 2015 mit Peter Wolf, als er beim Super Cup in Kühlungsborn Platz neun erreichte. Erfolgreicher war Krippes im Snowvolleyball, wo er mit einem 4-Mann-Team zweimal an der deutschen Meisterschaft teilnahm und 2019 in Willingen im Endspiel stand.
Auf der Comdirect Beach Tour 2020 qualifizierte sich Krippes Anfang August an der Seite von Manuel Lohmann zum ersten Mal für die Deutsche Beachvolleyball-Meisterschaft im September.